# Donji Skrad
Donji Skrad is een plaats in de gemeente Barilović in de Kroatische provincie Karlovac. De plaats telt 12 inwoners (2001).